# Бойко Олександра Леонтіївна
Олександра Леонтіївна Бойко (Морішева) (20 квітня 1918, Белебей, Башкортостан — 1996, Апшеронськ, Росія) — радянський танкіст, учасниця Великої Вітчизняної війни. Почесний громадянин міста Магадан.
У роки Великої Вітчизняної війни разом з чоловіком Іваном Федоровичем внесли зі своїх заощаджень в Фонд оборони 50 тисяч рублів на будівництво танка для Червоної Армії і були спрямовані в діючу армію в складі екіпажу іменного важкого танка ІС-2 — «Колима»: Олександра була призначена його командиром, а Іван — механіком-водієм.

## Біографія

### Ранні роки
Народилася 20 квітня 1918 року в місті Белебей Башкурдістана (нині Башкортостан). Після закінчення в 1938 році Київського хіміко-технологічного технікуму Олександра Морішева працювала хіміком на спиртовому заводі в Башкирії. У 1940 році за договором прибула в місто Магадан, де відділ кадрів Дальстроя направив її контролером-комплектувальником в трест «Колимснаб» (де працювала до лютого 1943 року).
В кінці 1940 року вийшла заміж за Івана Федоровича Бойко, водія Магаданської автобази, який переїхав в Магадан в 1938 році з Владивостока, звільненого в запас з флоту. Як кращий шофер був відзначений знаком «Відмінник-дальстроевец».

### Командир важкого танка
У 1942 році, під час Великої Вітчизняної війни, І. Ф. Бойко їздив на фронт в складі делегації дальстроєвців з поїздом подарунків для бійців. Повернувшись з поїздки, І. Ф. Бойко був під сильним враженням від важкої ситуації на фронті. Молоді люди вирішили внести зі своїх заощаджень в Фонд оборони 50 тисяч рублів на будівництво танка для Червоної Армії. А 16 січня 1943 року відправили лист Верховному Головнокомандувачу І. В. Сталіну з проханням відправити їх на фронт і дозволити їм воювати на побудованому на свої гроші танку.
10 лютого газета «Радянська Колима» опублікувала їх лист і лаконічну телеграму: «Дякую вам, Іван Федорович та Олександра Леонтіївна, за турботу про Червону Армію. Ваше бажання буде виконано. Прийміть моє вітання, Й. Сталін». За наказом начальника Дальстроя І. Ф. Нікішова були звільнені від роботи шофер автобази № 6 управління автотранспорту І. Ф. Бойко і працівниця тресту «Колимснаб» О. Л. Бойко, що прямували добровольцями на фронт.
У листопаді 1943 року за прискореною програмою подружжя Бойко закінчили Челябінське танкове училище і в званні молодших техніків-лейтенантів були зараховані в резерв. Знову на адресу командування їм довелося писати листи і рапорти з проханням якнайшвидшої відправки на фронт. Лише в травні 1944 року подружжя Бойко були направлені в 48-й окремий гвардійський важкий танковий полк 5-го танкового корпусу, а на початку червня вони отримали під Тулою іменний важкий танк ІС-2 № 40356 з написом «Колима»: Олександра була призначена його командиром, а Іван — механіком-водієм. За деякими відомостями, всередині вежі була прикріплена металева табличка з інформацією про іменний танк.
Бойове хрещення прийняли в Режицько-Двинській операції. 25 липня 1944 року екіпаж танка «Колима» відзначився в боях біля села Малинівка, де знищив один танк «Тигр» і дві гармати. У цьому бою О. Л. Бойко була легко поранена. За цей епізод О. Л. Бойко нагороджена орденом Вітчизняної війни I ступеня, а І. Ф. Бойко — орденом Червоного Прапора.
За спогадами Маршала Радянського Союзу А. І. Єрьоменко, потім танкісти обійшли Даугавпілс, перерізали шосе і залізницю, які вели на Ригу, і створили умови для штурму міста. У ніч на 27 липня радянські частини раптовим кидком вийшли на найближчі підступи до околиць міста. Вранці німецькі частини спробували контратакувати, але були зустрінуті вогнем з засідок. В одній з таких засідок перебував танк подружжя Бойко, який своїм вогнем вивів з ладу самохідну гармату противника.
6 серпня 1944 року в зведенні Радінформбюро повідомлялося: «Екіпаж танка, де командиром молодший технік-лейтенант Олександра Бойко і водієм молодший технік-лейтенант Іван Бойко, за два тижні знищив п'ять танків і дві гармати противника.». В одному з боїв екіпаж був поранений, а підбитий танк був спрямований в іншу частину.
У вересні 1944 року командир танка О. Л. Бойко була направлена в Москву, де виступала на IV антифашистському мітингу. Її портрет був опублікований на обкладинці журналу «Огонек».
Брала участь в бойових діях в Прибалтиці, Польщі та Чехословаччині. День Перемоги зустріла в Празі.

### Повоєнні роки
Після демобілізації повернулася разом з чоловіком в Магадан, де до 1954 року працювала директором хлібозаводу. Двічі обиралася депутатом Магаданської міської Ради депутатів трудящих.
В середині 1950-х років дороги подружжя розійшлися, О. Л. Бойко переїхала в місто Апшеронськ Краснодарського краю. Але вони неодноразово зустрічалися з колишнім чоловіком на зборах однополчан. А в 1989 році ветерани були запрошені на святкування 50-річчя Магадана. У 1991 році удостоєна звання почесного громадянина міста Магадана.
Померла в 1996 році.

## Нагороди та звання
Радянські державні нагороди та звання :
- орден Вітчизняної війни I ступеня (4 серпня 1944 [6])
- орден Вітчизняної війни II ступеня (6 квітня 1985 [9])
- медалі

Почесний громадянин міста Магадана (4 грудня 1991 року).